# 流行世界
『流行世界』（りゅうこうせかい）は、ALI PROJECTの15枚目（インディーズから通算）のオリジナルアルバム。2014年8月27日に徳間ジャパンコミュニケーションズから発売された。

## 収録曲
1. リュウコウセカイ
  - タイトルトラック。公式曰く「青アリ」という新たなるジャンル。
  - イントロにPRIME LOOPSのサンプル音源『OFFICIAL DUBSTEP SYNTH LOOPS』より「Crank[1]」が利用されている。その他、同音源よりAメロ前には「Persian[2]」「MegaTon[3]」が、サビ前には「Dementestra[4]」が、サビラストには「UberTrick[5]」が利用されている。
  - イントロにLOOPTRONIKSのサンプル音源『AVENGE ORCHESTRA』より「01」が利用されている。その他、同音源より2番~3番の間奏には「05」が利用されている。
  - Aメロ、Bメロにベンジャミン・リースの『弦楽四重奏曲第1番 第1楽章』が引用されている。また、アウトロに同楽曲の録音音源が利用されている。
2. 茸狂乱美味礼讃
  - 『Dilettante』収録の「人生美味礼讃」の系統にあたるという楽曲。
  - Aメロにジョン・アイアランドの『London Pieces - Soho Forenoons』が引用されている。
  - サビにクリストフ・ヴィリバルト・グルックの『オルフェオとエウリディーチェ』の精霊の踊りが引用されている。
  - アウトロにSOUND PROPULSIONのサンプル音源『GABI MASSO ORIENTAL STRING ENSEMBLES 2』が利用されている。また、2番~3番の間奏に『GABI MASSO ORIENTAL STRING ENSEMBLES 3』が利用されている。
3. PANDEMIC
  - イントロにPRIME LOOPSのサンプル音源『CINEMATIC MOODS』より「Dawning Strings[6]」「MachineMarch Synth02[7]」が利用されている。
  - イントロ、サビ直前にベンジャミン・リースの『弦楽四重奏曲第5番 第4楽章』の録音音源が利用されている。また、同作曲家よりイントロに『弦楽四重奏曲第5番 第1楽章』が、Bメロに『弦楽四重奏曲第5番 第2楽章』が、サビ直後に『弦楽四重奏曲第6番 第4楽章』の録音音源が利用されている。
  - サビにブルース・ウォロソフの『無言歌集～弦楽四重奏のための18のディヴェルティメント』より「第13番 猫が狂ったようにひっかく」が引用されている。また、アウトロに「第1番 川」の録音音源が利用されている。
4. Lolicate
  - 『月下の一群』に収録された「マダム・ノワール」の続編にあたるという。タイトルは『Lolita』と『Delicate』を合わせた造語。
  - Bメロにミハイル・グリンカの『Nightingale Variations』が引用されている。
  - Aメロ直前にPRIME LOOPSのサンプル音源『CINEMATIC MOODS』より「TipToeTime Strings[8]」が利用されている。その他、同音源よりイントロには「MetalTron StringsChoir[9]」「HeavenlyChoir[10]」が、2番~3番の間奏には「AdventureTime Strings[11]」が、アウトロには「IrishWhistle[12]」が利用されている。
5. 赤い蝋燭と金魚
  - 宝野アリカ曰く、小川未明の『赤い蝋燭と人魚』という創作童話に影響されて書いた歌詞とのこと。
6. Femme Fatale
  - タイトルはフランス語で「運命の女」を意味する。
  - Ａメロ、間奏にカール・アマデウス・ハルトマンの交響曲第4番第2楽章のフレーズが引用されている。同楽曲はアルバム『令嬢薔薇図鑑』の『黒百合隠密カゲキダン』Aメロ、Bメロ、間奏にも引用されている。
  - 間奏にヘンリク・グレツキの『弦楽四重奏曲第2番第4楽章 Op. 64』が引用されている。Bメロに同作曲家の『弦楽四重奏曲第3番第3楽章 Op. 67』が引用されている。
7. 海賊皇女
  - BメロにHOT MUSIC FACTORYのサンプル音源『MOVIE THEMES / EPIC 2』より「01」が利用されている。
  - サビにHOT MUSIC FACTORYのサンプル音源『MOVIE THEMES / EPIC』より「01」が利用されている。
  - イントロにPRIME LOOPSのサンプル音源『CINEMATIC MOODS』より「PianoDrama[13]」が利用されている。その他、同音源よりアウトロには「MemoryDance Piano01[14]」が利用されている。
  - AメロにBIG FISH AUDIO社のサンプル音源『NU METAL CITY 2』より「09」が利用されている。
8. 静謐なる私小説
9. 形而上的な、蝶になる
  - イントロにPRIME LOOPSのサンプル音源『CINEMATIC MOODS』より「Dawning Piano[15]」「StringRiser01[16]」が利用されている。その他、同音源よりアウトロには「QuirkyNoir Synth[17]」が利用されている。
10. 極楽鳥花 -instrument- strings version
  - 極楽鳥歌のインスト・ストリングスアレンジ版。初回版の方にはこれの代わりにピアノインスト版が収録されている。
11. 極楽鳥歌
  - 通常版のみボーナストラックとして収録されている。
  - サビにミハイル・グリンカの『Variations on Benedetta sia la madre in E Major』が引用されている。
  - 2番~3番の間奏にPRODUCER LOOPSのサンプル音源『SYMPHONIC SERIES VOL.3: EPIC ACTION 1』が利用されている。

## 参加ミュージシャン
- All Lyrics Written：Arika Takarano
- All Music：Mikiya Katakura
- Strings Arrangement：Yoshihisa Hirano（M5, M8, M10）

- Vocals：Arika Takarano
- Violin：Tsuyoshi Watanabe、Yu Sugino
- Strings：杉野裕ストリングス

## クレジット
| Performed by ALI PROJECT | Performed by ALI PROJECT                                               |
| ------------------------ | ---------------------------------------------------------------------- |
| Produced, Directed by    | Mikiya Katakura                                                        |
| Recording Engineered by  | Jiro Takita                                                            |
| Mastering Engineered by  | Yoichi Aikawa（相川洋一）（Bluemastering）                             |
| Music Coodination        | Emari Mamiya（間宮えまり）（Tableau）                                  |
| Recorded at              | Sound City                                                             |
| Recorded at              | Flamingo Sound                                                         |
| Recorded at              | Zazou Music Shed                                                       |
| A&R                      | Iku Aoki（青木郁生）（Tokuma Japan Communications）                    |
| Sales Promotion          | Toshitaka Otomo（大友俊孝）（Tokuma Japan Communications）             |
| Sales Lady               | Miwa "Ohii" Ujiie（Crown Tokuma Music Distribution）                   |
| Creative Coordination    | Kiyoe Mizusawa（水澤清恵）（Tokuma Japan Communications）              |
| Artist Management        | Boris Vian Inc.                                                        |
| Art Direction & Design   | Maiko Yoshino（吉野磨衣子）                                            |
| Photography              | Hironobu Onodera（小野寺廣信）                                         |
| Hair & Make-up           | Fusae Tachibana（橘房図）                                              |
| Costume                  | Kaie Tada（多田カイエ）（Triple fortune）                              |
| Special Thanks to        | Makoto Sugimoto（杉本真）、Makoto Okuda（奥田誠）（Backstage Project） |
| Special Thanks to        | Hideo Miyamoto（宮本英夫） / Cherry / Lolicate Magazine                |